# شيخ عبيد الله
الشيخ عبيد الله (بالكردية: شێخ عوبەیدوڵڵای نەھری ,Şêx Ubeydelayê Nehrî)‏ المعروف أيضًا باسم سيد عبيد الله، كان قائد أول نضال قومي كردي حديث. طالب عبيد الله باعتراف الدولة العثمانية والسلطات القاجارية بدولة كردية مستقلة، أو كردستان، والتي كان سيحكمها دون تدخل من السلطات العثمانية أو القاجارية. لقد كان بمنزلة سيد، من نسل النبي صلی الله عليه وسلم، كما أنه من نسب من الشيخ عبدالقادر الجيلاني قُدِّسَ سِرُّهُ.
كان الشيخ عبيد الله من أصحاب النفوذ في القرن التاسع عشر وعضوًا في عائلة شمدينلي الكردية القوية من نهري. هو ابن الشيخ طه وابن شقيق الشيخ صالح، الذي ورث منه قيادة الطريقة النقشبندية في شمدينلي. بعد قمع تمرده، نُفي أولاً إلى إسطنبول، ثم إلى الحجاز حيث مات.

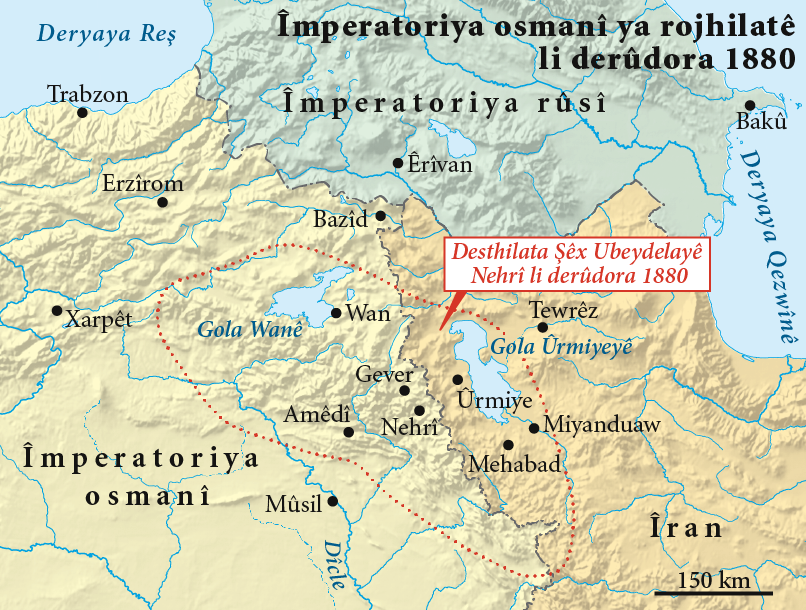
خريطة الانتفاضة عام 1880

## الارتقاء إلى السلطة
كان ظهور العلماء والقادة الإسلاميين، أو الشيوخ، كقادة وطنيين بين الأكراد نتيجة لإزالة الوراثة شبه المستقلة للإمارات الكردية في الدولة العثمانية، لا سيما في أعقاب سياسات المركزية العثمانية في أوائل القرن التاسع عشر. كان الشيخ عبيد الله واحدًا من عدة قادة دينيين كانوا هناك لملء الفراغ وإعادة ترسيخ الشعور بالشرعية في الإمارات السابقة الذي تُرك منذ ذلك الحين للزعماء المتناحرين. ومع الثورات السابقة التي قام بها القادة الأكراد لإعادة تأكيد سيطرتهم على الأراضي، ولا سيما إماراتهم السابقة، يعتبر الشيخ عبيد الله أول زعيم كردي كانت قضيته قومية ويرغب في إقامة دولة كردية عرقية.
كان الشيخ عبيد الله من عائلة قوية بالفعل، عائلة شمدينلي من المنطقة التي تحمل نفس الاسم - شمدينلي - التي امتلكت مساحات كبيرة من الأراضي في المناطق الكردية من الدولة العثمانية. وبعد اندلاع الحرب الروسية العثمانية (1877–1878)، ملأ عبيد الله الفراغ السياسي الذي خلفه الدمار في المنطقة وتولى الدور القيادي الكردي ودافع هو وأتباعه عن العثمانيين ضد الروس. وعقب الحرب، ملأ الفراغ السياسي الذي خلفه الدمار في المنطقة وتولى القيادة الكردية في المنطقة.

## الشخصية والقومية الكردية
في إشارة واضحة إلى النوايا القومية الكردية، كتب عبيد الله في رسالة إلى مبشر مسيحي في المنطقة: «الأمة الكردية، التي تتكون من أكثر من 500,000 أسرة، هي شعب منفصل. دينهم مختلف، وقوانينهم وعاداتهم مختلفة... نحن أيضًا أمة منفصلة. نريد أن تكون شؤوننا في أيدينا، حتى نكون أقوياء ومستقلين في معاقبة المخالفين لدينا، وأن تكون لنا امتيازات مثل الدول الأخرى... هذا هو هدفنا... وإلا فإن كوردستان كلها ستأخذ الأمر بأيديها، لأنها غير قادرة على تحمل هذه الأفعال الشريرة والقمع المستمر، التي تعاني منها من أيدي الحكومات الفارسية والعثمانية.» 
تمكن عبيد الله من الحصول على الدعم العسكري من رجال القبائل الكردية وكذلك المسيحيين النسطوريين من منطقة هكاري. وجاء في رسالة كتبها مبشر مسيحي كان على اتصال دائم مع عبيد الله أن "لقد كتب الشيخ في ورقته الكثير عن المسيحيين النسطوريين هناك، مشيدًا بهم باعتبارهم أفضل رعايا السلطان. اعترض السلطان على هذه اللغة، وأعاد الرسالة ثلاث مرات لتصحيحها. وأخيرًا قال الشيخ: "لا أعرف الكثير عن السياسة، لكنني أعرف شيئًا عن قول الحقيقة، وهذه هي الحقيقة".

## البعثات والسقوط اللاحق

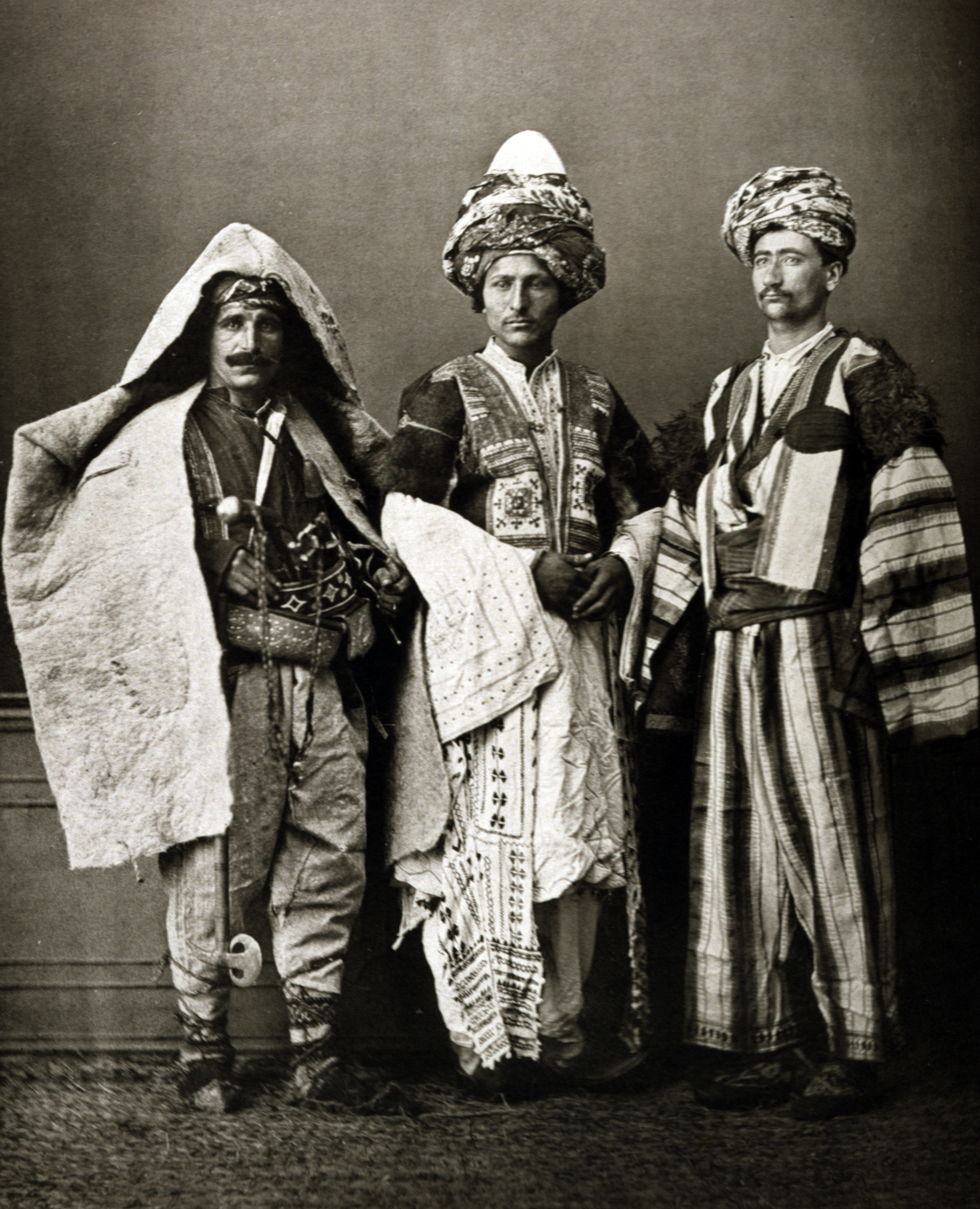
رجال القبائل الكردية، 1873.

استطاع الشيخ عبيد الله أن يؤكد سيطرته على المنطقة بنجاح من خلال كسب دعم رجال القبائل الكردية الذين كانوا يأملون في تحقيق هدفه في استعادة النظام في المنطقة التي مزقتها الحرب. تشير المراسلات البريطانية، في أوج قوة سلطة عبيد الله، إلى أنه كان قادرًا على بسط سيطرته بنجاح على منطقة شاسعة تمتد من أحلاف بوهتان، والبهدينانيون، وهكاري، وأردلان السابقة. كتب جورج كرزون في أواخر القرن التاسع عشر: «اكتسب زعيم قبلي يُدعى الشيخ عبيد الله شهرة كبيرة في قدسيته الشخصية... وأصبح يُنظر إليه تدريجيًا على أنه رأس الجنسية الكردية». كما أفاد المبعوث البريطاني لإيران، أبوت، في يوليو 1880، أن عبيد الله قد اشترى عددًا كبيرًا من القرى والأراضي على جانبي الحدود بين إيران والدولة العثمانية مما قد يتسبب في تحدي النفوذ البريطاني في المنطقة.
في عام 1880، غزت مليشيا عبيد الله المناطق الكردية الشمالية الغربية لسلالة قاجار في محاولة لتوسيع سيطرته. طالب عبيد الله بالاعتراف بدولة كردستان وحكمه على المنطقة. هزم جيش القاجار ميليشياته وسحب قواته إلى الأراضي العثمانية. وفي مواجهة هجمات من كلا جانبي أراضيه، استسلم عبيد الله في النهاية للسلطات العثمانية في عام 1881، وجلب إلى إسطنبول. ومن هناك هرب وعاد إلى نهري لبعض الوقت. لكن الدولة العثمانية أعادت اعتقاله ونُفي إلى الحجاز في المملكة العربية السعودية الحالية. توفي بمكة سنة 1883.